# Pinus maximinoi
Pinus maximinoi je pětijehličná středoamerická a severoamerická borovice, často používaná v experimentálním lesnictví mimo svou domovinu.

## Synonyma
- Pinus escandoniana
- Pinus hoseriana
- Pinus pseudostrobus varieta tenuifolia
- Pinus tenuifolia
- Pinus tzompoliana.

## Popis
Stálezelený, jehličnatý, rychle rostoucí, strom, dorůstající do výšky 50 m. Kmen je rovný, oblý, obvykle jednotlivý, a dosahuje průměru více než 1 m. Větve jsou vodorovné a často v přeslenech. Koruna je u mladých stromů otevřená pyramidální, u dospělých stromů je hustá, otevřená a zaoblená. Borka je zprvu hladká a šedohnědá, později drsná a hluboce rozpraskaná do velkých, šedohnědých plátů. Letorosty jsou dlouhé, štíhlé, ohebné, mírně se sklánějící, s vyčnívajícími a dolů směřujícími kolénky listové stopky (Pulvinus). Pupeny jsou 12-20 mm dlouhé, bez pryskyřice. Jehlice jsou velmi štíhlé, sklánějící se, světle zelené až stříbrnošedomodrozelené, s nepatrně vroubkovanými okraji; jehlice jsou ve svazečcích (Fasciculus) po 5 (vzácně též po 4 a 6 ); jehlice jsou 20-35 cm dlouhé a 0,6-1,1 mm široké; trojúhelníkové v průřezu; se 2-3 řadami průduchů (Stomata) na všech 3 površích; se 2, 3 či 4  středovými pryskyřičnými kanálky; s 2 cévními svazky na listu (jsou to diploxylony, spolu s celým podrodem Pinus); svazečkové pochvy jsou červenohnědé a později šedé, 15-30 mm dlouhé, neopadavé; jehlice zůstávají na stromě 2-2,5 let. Samčí šištice se vyskytují ve shlucích blízko počátků vedoucích (středních) větví, nebo někdy též na bočních (vedlejších) větvích, jsou válcovité, 30-40 mm dlouhé a 5-8 mm široké, růžovohnědé, podložené šídlovitě kopinatými a hnědými listeny. Samičí šištice - šišky rostou v přeslenech po 3-4 ; šišky jsou nejprve zelené, v prvním roce se zbarvují světle hnědě a zralé jsou červenohnědé; šišky dozrávají v zimě ve druhém roce, a po vypadnutí semen brzy opadávají ze stromu; šišky jsou na 10-15 mm dlouhých stopkách, stopky jsou šikmé k ose šišky; šišky jsou vejčité až protáhle vejčité, nesouměrné a šikmé; zralé šišky jsou po rozevření 4-12 cm dlouhé a 4-8 cm široké. Šupin šišek je přibližně 100-160  a jsou tenké, ohebné a slabé. Výrůstky (Apophysis) jsou ploché, s nepatrným, příčným kýlem. Přírůstek prvního roku (Umbo) je malý, zploštělý, s malým a brzy opadávajícím, trnem. Semena jsou tmavohnědá, 4-6 mm dlouhá a 3-4 mm široká. Křídla semen jsou bledě žlutohnědá, členitá, 16-20 mm dlouhá a 4-8 mm široká. Semenáče mají 6-8  děložních lístků (Cotyledon). Strom kvete únor - duben.
Usušená (sušení na slunci po dobu 5 hodin) a vyčištěná semena lze skladovat ve vzduchotěsných polyethylenových sáčcích či jiných vhodných nádobách. Pokud jsou skladována při teplotě 3-4 °C a vlhkosti 6-8 %, zůstávají semena životaschopná po dobu 5 až 10 let.

## Výskyt
Domovinou borovice Pinus maximinoi je Mexiko (státy Chiapas, Guerrero, Hidalgo, Jalisco, México, Michoacán, Oaxaca, Puebla, Sinaloa, Tlaxcala, Veracruz) a Střední Amerika (Guatemala, Honduras, Nikaragua a Salvador).

## Ekologie
Pinus maximinoi je borovice rostoucí v širokém ekologickém rozsahu, od vlhkých subtropických lesů, kde má průkopnický charakter v mezerách lesa, až po chladnější mlžné lesy na vysokých horách v Mezoamerice. V Mexiku strom obývá též sušší oblasti, ve kterých tvoří borovicové nebo dubovo - borovicové lesy, nebo lesní krajiny. Pinus maximinoi roste ve velmi širokém rozsahu nadmořských výšek: 450 - 2800 m, nejlépe roste v rozsahu nadmořské výšky 900 - 1800 m; a ve velmi širokém rozsahu klimatu: v Mezoamerice jsou roční srážkové úhrny mezi 900-2500 mm, s nejvlhčími oblastmi na březích Atlantského oceánu a Tichého oceánu, zde strom roste nejraději s Pinus tecunumanii, Pinus oocarpa, Pinus devoniana, Pinus pseudostrobus, ambroní západní Liquidambar styraciflua, podrost často tvoří trávy a hasivka orličí Pteridium aquilinum; ve středním Mexiku, kde jsou roční srážkové úhrny menší a sezónní rozsah teplot je větší, v zimě občas s mírnými mrazy, roste ráda s jedlemi Abies religiosa, Abies hickelii, borovicemi Pinus ayacahuite, borovicí Douglasovou Pinus douglasiana, Pinus leiophylla, Pinus montezumae, Pinus patula, Pinus pseudostrobus, a také často s duby Quercus. Půdy, ve kterých strom roste, jsou jílové, hluboké, dobře odvodněné, kyselé, s pH 4,2-6,5 ; tloušťka vrstvy humusu je 15-35 cm. Teploty, vhodné pro strom: minimální teplota –1 °C (strom není příliš mrazuvzdorný), střední teplota 18-22 °C a maximální teplota 40 °C.

## Nepřátelé a nemoci
V jižním Mexiku a v Guatemale bývá občas strom hostitelem trpasličího jmelí Arceuthobium globosum poddruh grandicaule. Larvy motýlů Eucosma sonomana z čeledi obalečovitých (Tortricidae) hloubí vyžíráním tunely v letorostech. Larvám motýlů z čeledi obalečovitých (Tortricidae) Rhyacionia frustrana velmi chutnají mladé stromky na plantážích, divoce rostoucí semenáče, vysazené vánoční stromky a ozdobné borovice; larvy se živí nejprve na povrchu letorostů a později se prokoušou dovnitř letorostů. Na šiškách si občas ráda pochutná houba rez vejmutovková Cronartium conigenum.

## Přátelé
Pro strom je výhodná mykorhiza.

## Využití člověkem
Strom je důležitým zdrojem dřeva v celé oblasti jeho výskytu. Dřevo je měkké a lehké, snadno opracovatelné, používané ve stavebnictví na výrobu prken, trámů, dále v tesařství a v truhlářství, na výrobu beden, krabic, přepravek, rukojetí k nářadí, zápalek, palivového dříví, různých druhů desek, překližky a dřevoviny.
Pinus maximinoi je občas pěstována jako okrasný strom, mnohem častěji je ovšem používána v pokusném lesnictví v různých subtropických a tropických krajinách, byla například dovezena pro lesnictví do jižní Afriky, Kolumbie a Nepálu, většinou z důvodu pokusného plantážového pěstování rychle rostoucích stromů pro průmyslové využití. Tyto pokusy zatím doteď nevedly k rozsáhlejšímu ekonomickému využití.

## Ohrožení
Strom je hojný, není ohrožen i přes místní kácení a odlesňování. Stav jeho populace je stabilní. Žádná konkrétní ohrožení či ohrožení v celé oblasti výskytu stromu nejsou známa . Strom se také vyskytuje v několika chráněných oblastech.

## Galerie

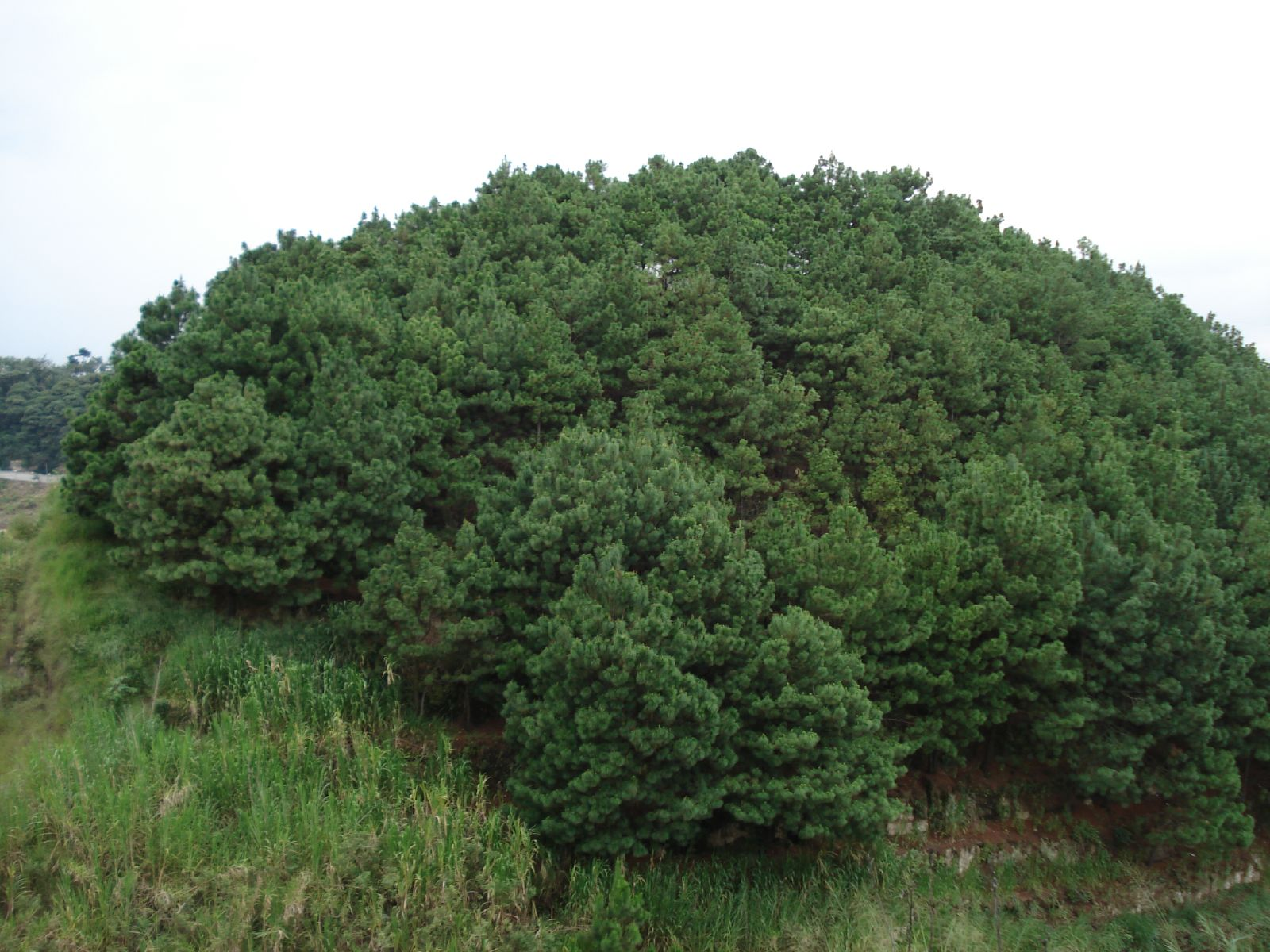
Les borovice Pinus maximinoi v Guatemale.
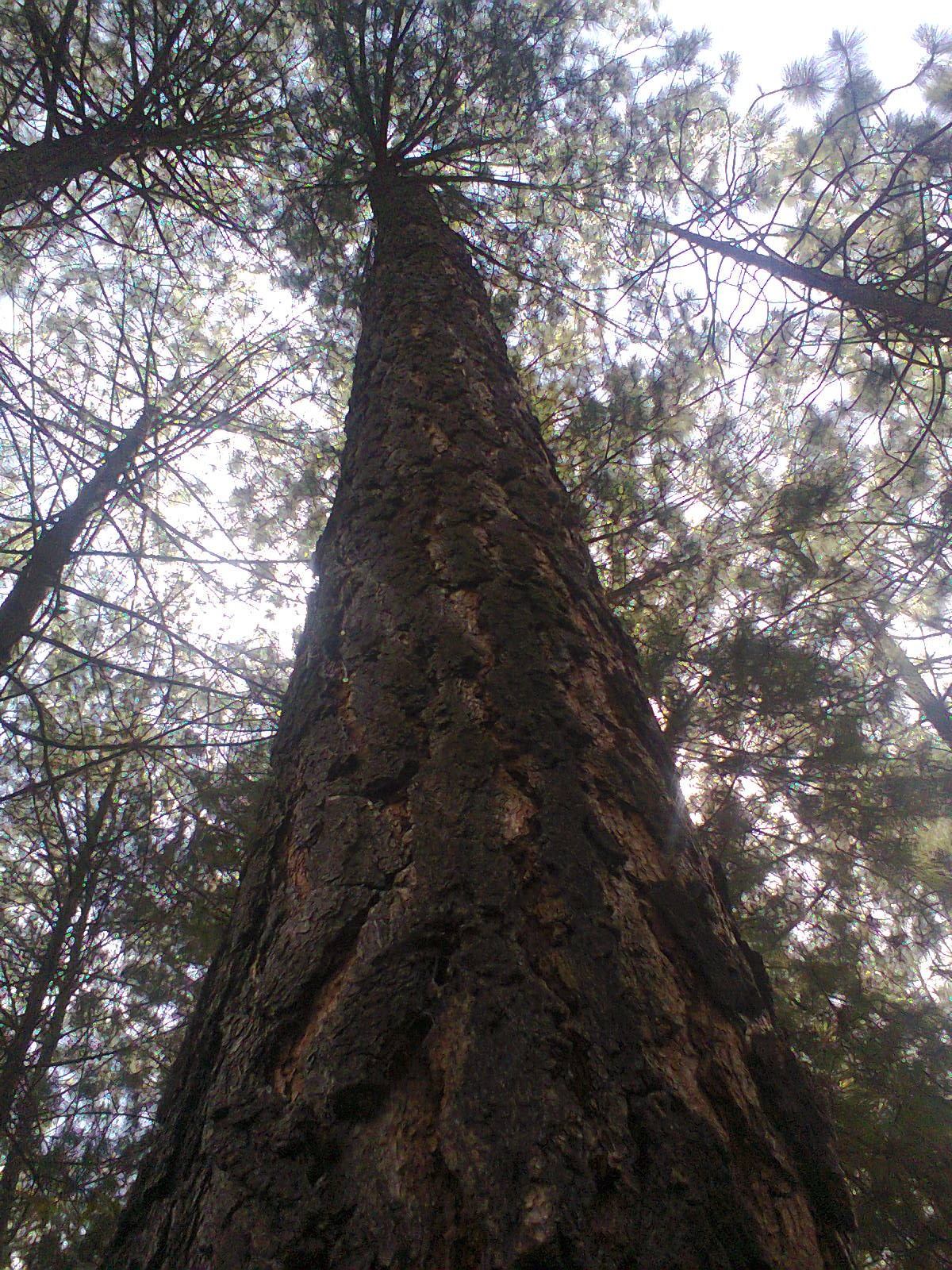
Pinus maximinoi, borka. Experimentálně vysazený, a úspěšně adaptovaný, strom v arboretu Namora v kraji Cajamarca v Peru
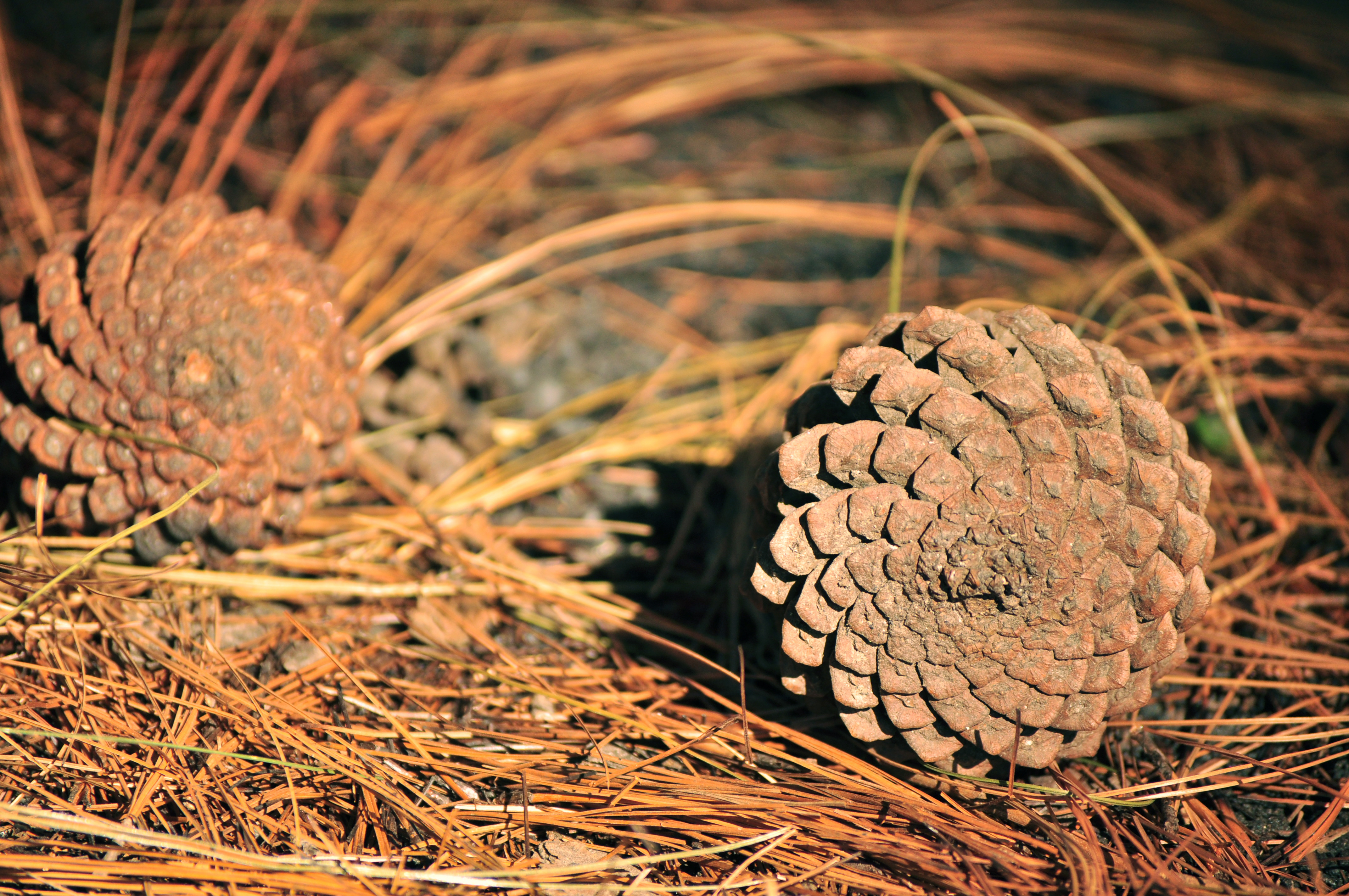
Samičí šištice - šišky v Guatemale, pohled na šišky zespodu.
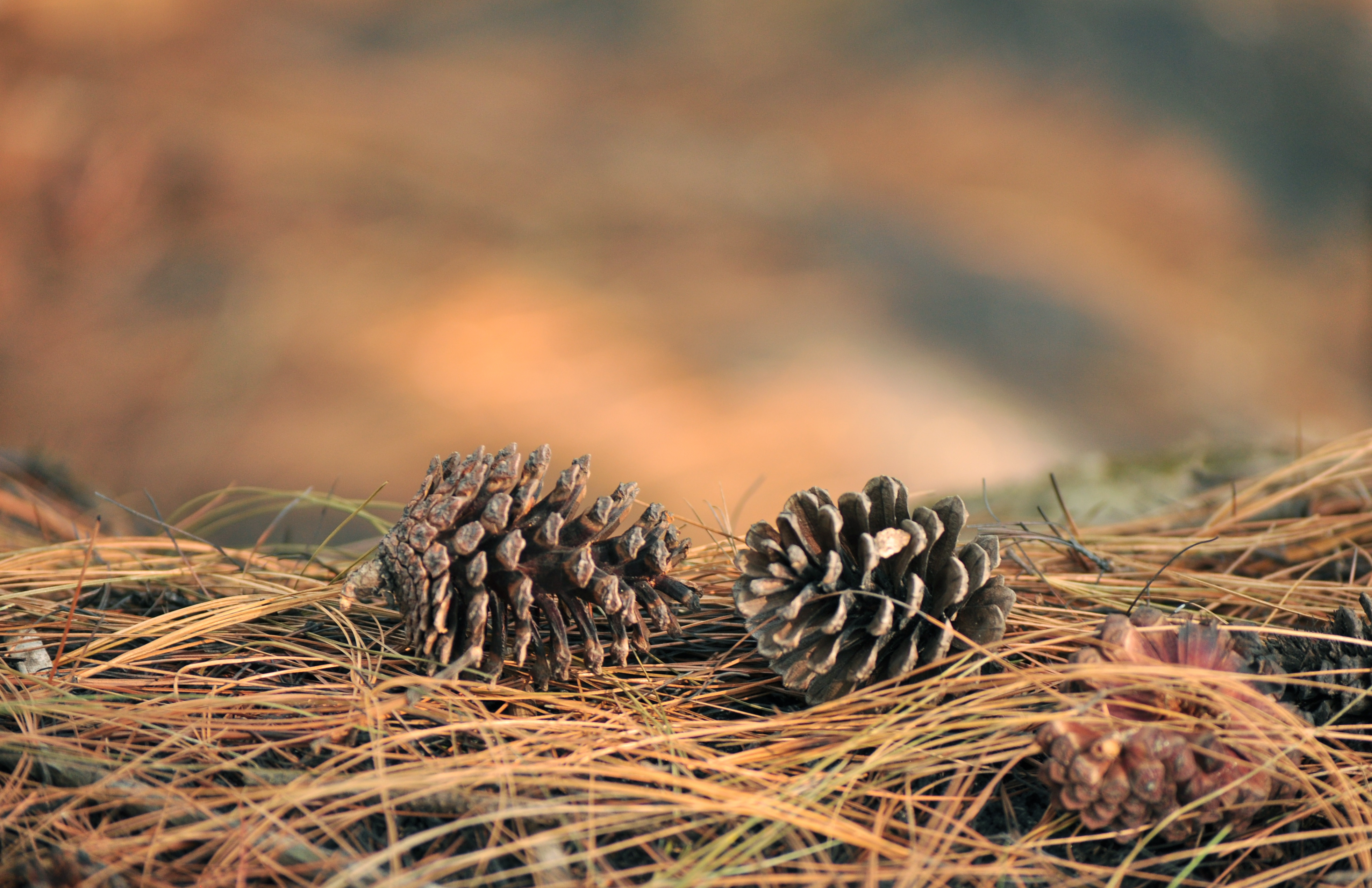
Samičí šištice - šišky v Guatemale, pohled na šišky zboku a téměř seshora.